# Pipile
Pipile är ett släkte i familjen trädhöns inom ordningen hönsfåglar. Släktet omfattar fem arter som förekommer i Latinamerika från Colombia och Trinidad till Bolivia och nordöstra Argentina:
- Trinidadguan (P. pipile)
- Blåstrupig guan (P. cumanensis)
- Vitstrupig guan (P. grayi)
- Rödstrupig guan (P. cujubi)
- Svartpannad guan (P. jacutinga)